# Parascatopse sonorensis
Parascatopse sonorensis är en tvåvingeart som beskrevs av Cook 1955. Parascatopse sonorensis ingår i släktet Parascatopse och familjen dyngmyggor.
Artens utbredningsområde är Kalifornien. Inga underarter finns listade i Catalogue of Life.